# Джим Грей
Джеймс Ніколас «Джим» Грей (англ. James Nicholas "Jim" Gray; 12 січня 1944, Сан-Франциско — 16 травня 2012) — американський науковець у галузі теорії обчислювальних систем. Нагороджений у 1998 році премією Тюрінга за внесок у розвиток баз даних.

## Біографія
Грей був другою дитиною у сім'ї. Мати вчителька, а батько військовий Армії США. Сім'я переїхала у Рим, де він провів три роки. Потім сім'я переїхала до Вірджинії та прожила там близько чотирьох років, доки батьки Грея не розлучилися. Після розлучення Грей з матір'ю повернувся у Сан-Франциско.

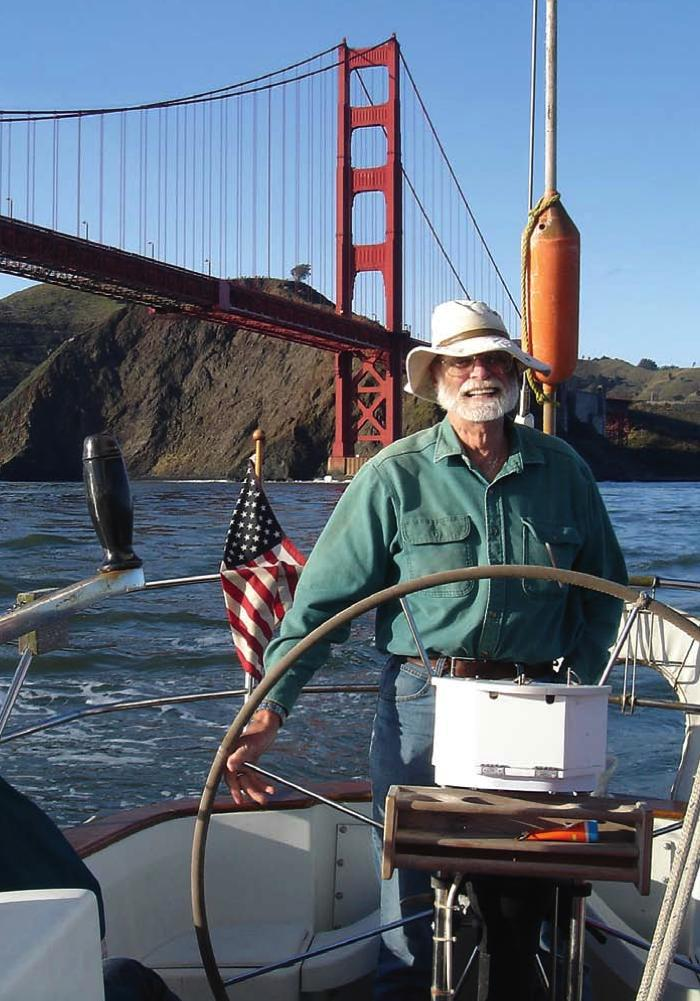
Ґрей на Tenacious у січні 2006

З 1961 року Грей навчався в Університеті Каліфорнії у Берклі, де отримав ступінь бакалавра з математики в 1966 році і ступінь доктора філософії з інформатики в 1969 році. Грей став першим студентом, який отримав цей титул при факультеті інформатики в Берклі.
Джим Грей працював у Bell Labs, IBM, де зробив великий внесок у розробку системи управління базами даних IBM System R, в Tandem Computers, а також у Digital Equipment Corporation (DEC). З 1995 року і до свого зникнення в 2007 році Ґрей працював у дослідницькому центрі Microsoft в Сан-Франциско. Там він зробив перші кроки у розвитку проєкту Worldwide Telescope, тому «Microsoft» у 2008 році присвятила цей проєкт саме Грею. Джим Грей є автором правила «п'яти хвилин».

## Зникнення
Після того, як Грей не повернувся після одноденної подорожі на яхті до островів Фараллон, його дружина ввечері 28 січня 2007 року зробила заяву в поліцію. Берегова охорона США 1 лютого припинила пошуки Грея. Друзі та колеги Джима продовжили пошукові роботи своїми силами, але змушені були змиритись з втратою й 16 лютого пошуки були перервані. До літа 2007 року родина Джима Грея вірила в порятунок ученого. 31 травня 2008 року в Університеті Каліфорнії у Берклі пройшла урочиста церемонія на честь Грея (організатори наголошували, що вечір проводиться не «пам'яті» Грея, а «на честь», оскільки його доля залишається невідомою). Представники «Microsoft» заявили про те, що новий дослідницький центр у Вісконсині носитиме ім'я Джима Грея.

## Премія Джима Грея
Щороку Microsoft проводить нагородження премією Джима Грей науковця, який зробив видатний внесок в області обчислювальної техніки.
Нагороджені премією були:
- Алекс Салай (2007)
- Керол Гобл (2008)
- Джефф Дозієр (2009)
- Філ Борн (2010)
- Марк Ебботт (2011)
- Ентоні Джон Вільямс (2012)
- Девід Ліпман — доктор медичних наук (2013).

## Премії та відзнаки
- 1982 — почесне членство в IEEE;
- 1998 — Премія Тюрінга;[9]
- 1998 — IEEE Charles Babbage Award;
- 2000 — USGS John Wesley Powell Award[en].

## Книги
- Transaction Processing: Concepts and Techniques (with Andreas Reuter) (1993) — ISBN 1-55860-190-2
- The Benchmark Handbook: For Database and Transaction Processing Systems (1991). Morgan Kaufman. — ISBN 978-1-55860-159-8